# 김성민 (1989년)
김성민(한국 한자: 金聖民, 1989년 8월 18일 ~ )은 대한민국의 전 축구 선수이며, 포지션은 미드필더였다.